# هينلوبين إكريس (ديلاوير)
هينلوبين إكريس (بالإنجليزية: Henlopen Acres, Delaware)‏ هي بلدة تقع في مقاطعة سوسكس (ديلاوير) بولاية ديلاوير في الولايات المتحدة. تبلغ مساحتها 0.7 (كم²)، وترتفع عن سطح البحر 2 م، بلغ عدد سكانها 122 نسمة في عام 2010 حسب إحصاء مكتب تعداد الولايات المتحدة وتصل الكثافة السكانية فيها 174.3 نسمة/كم2.

## التركيبة السكانية
حدّد مكتب تعداد الولايات المتحدة بيانات التركيبة السكانية لهينلوبين إكريس في تعداد الولايات المتحدة. في ما يلي، التركيبة السكانية حسب تعدادي 2000 و2010.

### تعداد عام 2000
بلغ عدد سكان هينلوبين إكريس 139 نسمة بحسب تعداد عام 2000، وبلغ عدد الأسر 69 أسرة وعدد العائلات 42 عائلة مقيمة في البلدة. في حين سجلت الكثافة السكانية 210.6 نسمة لكل كيلومتر مربع (545.5/ميل2). وبلغ عدد الوحدات السكنية 198 وحدة بمتوسط كثافة قدره 300 لكل كيلومتر مربع (777.0/ميل2).
وتوزع التركيب العرقي للبلدة بنسبة 96.40% من البيض و2.88% من الأمريكيين الأفارقة و0.72% من سكان جزر المحيط الهادئ.
بلغ عدد الأسر 69 أسرة كانت نسبة 13% منها لديها أطفال تحت سن الثامنة عشر تعيش معهم، وبلغت نسبة الأزواج القاطنين مع بعضهم البعض 58% من أصل المجموع الكلي للأسر، ونسبة 1.4% من الأسر كان لديها معيلات من الإناث دون وجود شريك، بينما كانت نسبة 1.4% من الأسر لديها معيلون من الذكور دون وجود شريكة وكانت نسبة 39.1% من غير العائلات. تألفت نسبة 36.2% من أصل جميع الأسر من عدة أفراد يعيشون في نفس المنزل ونسبة 26.1% كانت تتألف من شخص يعيش بمفرده يبلغ من العمر 65 عاماً أو أكثر. وبلغ متوسط حجم الأسرة المعيشية 2.01، أما متوسط حجم العائلات فبلغ 2.62.
بلغ العمر الوسطي للسكان 61.5 عاماً. وكانت نسبة 11.5% من القاطنين تحت سن الثامنة عشر، وكانت نسبة 2.2% بين الثامنة عشر والرابعة والعشرين عاماً، ونسبة 10.8% كانت واقعةً في الفئة العمرية ما بين الخامسة والعشرين والرابعة والأربعين عاماً، ونسبة 32.4% كانت ما بين الخامسة والأربعين والرابعة والستين، ونسبة 43.2% كانت ضمن فئة الخامسة والستين عاماً فما فوق. يوجد لكل 100 أنثى 82.9 ذكر، ويوجد لكل 100 أنثى في الثامنة عشر من عمرها فما فوق 83.6 ذكر.
بلغ متوسط دخل الأسرة في البلدة 82,423 دولارًا، أما متوسط دخل العائلة فبلغ 162,681 دولارًا. وكان متوسط دخل الذكور 100,001 دولارًا مقابل 31,563 دولارًا للإناث. وسجل دخل الفرد الخاص بالبلدة 82,091 دولارًا. وكانت نسبة 0% من العائلات ونسبة 3.5% من السكان تحت خط الفقر، وكان من هؤلاء نسبة 0% تحت سن الثامنة عشر ونسبة 9.8% في الخامسة والستين من العمر وما فوق.

### تعداد عام 2010
بلغ عدد سكان هينلوبين إكريس 122 نسمة بحسب تعداد عام 2010، وبلغ عدد الأسر 67 أسرة وعدد العائلات 41 عائلة مقيمة في البلدة. في حين سجلت الكثافة السكانية 184.8 نسمة لكل كيلومتر مربع (478.6/ميل2). وبلغ عدد الوحدات السكنية 195 وحدة بمتوسط كثافة قدره 295.5 لكل كيلومتر مربع (765.3/ميل2).
وتوزع التركيب العرقي للبلدة بنسبة 96.72% من البيض و2.46% من الأمريكيين الأفارقة و0.82% من الأمريكيين ذوي الأصول الآسيوية و4.10% من الهسبانيون أو اللاتينيون من أي عرق.
بلغ عدد الأسر 67 أسرة كانت نسبة 10.4% منها لديها أطفال تحت سن الثامنة عشر تعيش معهم، وبلغت نسبة الأزواج القاطنين مع بعضهم البعض 55.2% من أصل المجموع الكلي للأسر، ونسبة 3% من الأسر كان لديها معيلات من الإناث دون وجود شريك، بينما كانت نسبة 3% من الأسر لديها معيلون من الذكور دون وجود شريكة وكانت نسبة 38.8% من غير العائلات. تألفت نسبة 38.8% من أصل جميع الأسر من عدة أفراد يعيشون في نفس المنزل ونسبة 25.4% كانت تتألف من شخص يعيش بمفرده يبلغ من العمر 65 عاماً أو أكثر. وبلغ متوسط حجم الأسرة المعيشية 1.82، أما متوسط حجم العائلات فبلغ 2.32.
بلغ العمر الوسطي للسكان 66.1 عاماً. وكانت نسبة 10.7% من القاطنين تحت سن الثامنة عشر، وكانت نسبة 0.8% بين الثامنة عشر والرابعة والعشرين عاماً، ونسبة 5.7% كانت واقعةً في الفئة العمرية ما بين الخامسة والعشرين والرابعة والأربعين عاماً، ونسبة 31.1% كانت ما بين الخامسة والأربعين والرابعة والستين، ونسبة 51.6% كانت ضمن فئة الخامسة والستين عاماً فما فوق. وتوزع التركيب الجنسي للسكان بنسبة 48.4% ذكور و51.6% إناث.

## وصلات خارجية
- The US50 - Cities and Towns in Colorado State
- Colorado Cities and Towns, Facts, Map, Flag, Colleges, Government, and More